# Schacha (Außernzell)
Schacha ist ein Weiler in der etwa 40 Kilometer nordnordwestlich von Passau liegenden Gemeinde Außernzell im Landkreis Deggendorf, Niederbayern.

## Lage und Einwohner
Schacha liegt etwa zwei Kilometer nördlich des Hauptortes Außernzell, der zur Verwaltungsgemeinschaft Schöllnach gehört. In dem auf etwa 400 Metern über dem Meeresspiegel am südlichen Fuß des Brotjacklriegel liegenden Weiler sind 40 Einwohner gemeldet (Stand: Februar 2009). Als Ortschaft im Naturpark Bayerischer Wald verfügt Schacha über Übernachtungsmöglichkeiten für Urlauber.